# Happiness Is the Road
Happiness Is the Road е петнадесетият албум на британската прогресив и неопрогресив група Мерилиън, издаден през 2008 г. Албумът е двоен и с обща дължина на записа 108:06 минути.
Първият сингъл от албума е „Whatever Is Wrong With You“.

## Списък на песните
Част 1Essence
1. „Dreamy Street“ – 2:02
2. „This Train Is My Life“ – 4:50
3. „Essence“ – 6:29
4. „Wrapped Up in Time“ – 5:06
5. „Liquidity“ – 2:12
6. „Nothing Fills the Hole“ – 3:23
7. „Woke Up“ – 3:40
8. „Trap the Spark“ – 5:43
9. „A State of Mind“ – 4:33
10. „Happiness Is the Road“ – 10:05
11. [Blank] – 1.59
12. „Half-Full Jam“ – 6:48

Част 2The Hard Shoulder
1. „Thunder Fly“ – 6:24
2. „The Man from the Planet Marzipan“ – 7:55
3. „Asylum Satellite #1“ – 9:32
4. „Older Than Me“ -; 3:11
5. „Throw Me Out“ – 4:01
6. „Half the World“ – 5:08
7. „Whatever Is Wrong with You“ – 4:16
8. „Especially True“ – 4:37
9. „Real Tears for Sale“ – 7:34